# SPARQL
SPARQL er et forespørgselssprog, der adskiller sig fra forespørgselssproget SQL ved at søgningen er baseret på en subjekt-prædikat-objekt struktur, der er specificeret i Resource Description Framework (RDF). Navnet er et akronym for SPARQL Protocol And RDF Query Language.
SPARQL 1.0 blev udgivet af W3C i 2008 som 'den centrale standard for tilgang til data i Semantisk web', og SPARQL 1.1 i 2013.
SPARQL specifikationen fastlægger syntaks og semantik for forespørgsler, der kan gennemføres på tværs af forskellige datakilder, uanset om data foreligger i en database med RDF-struktur (en 'Triplestore'), eller gøres tilgængelige via RDF-kompatibelt programmel. Resultaterne af SPARQL-forespørgsler kan være resultatsæt eller nye RDF-strukturer.
SPARQL har fire forespørgselsformer:
- SELECT (VÆLG) - Returnerer alle eller en delmængde af fundne variabler, knyttet til forespørgselsmønsteret.
- CONSTRUCT (KONSTRUER) - Returnerer en RDF-graf konstrueret ved at erstatte variabler i et sæt af subjekt-prædikat-objekt skabeloner. Denne funktion muliggør en programmeret ændring (udvidelse, præcisering) af søgningen, der er baseret på de hidtil matchede værdier.
- ASK (SPØRG) - Returnerer en boolesk værdi, der angiver, om et forespørgselsmønster matcher eller ej.
- DESCRIBE (BESKRIV) - Returnerer en RDF-graf, der beskriver de fundne ressourcer.

## GeoSPARQL
GeoSPARQL er en standard, publiceret af Open Geospatial Consortium, der understøtter repræsentation og forespørgsel af geospatiale data på det semantiske web.
GeoSPARQL beskriver geografiske (geospatiale) data i RDF's subjekt-prædikat-objekt format og udvider SPARQL forespørgselssproget til søgninger i geografiske datasæt, geodata. GeoSPARQL specificerer geometrier (f.eks. linjer, punkter, polygoner, multipunkter, etc.), håndtering af forskellige referencesystemer,
og formulering af rumlige relationer (f.eks. berøring, skæring, overlapning osv.) og koordinatberegninger baseret på de fremsøgte geodata. Koordinater forudsættes kodet i overensstemmelse med Well-Known-Text (WKT) eller
Geography Markup Language (GML).
GeoSPARQL giver geografiske informationssystemer (GIS) øgede anvendelsesmuligheder.